# Jeux de la Lusophonie 2014
Navigation
Lisbonne 2009 Luanda 2021
Les jeux de la Lusophonie 2014 se sont déroulés à Goa, en Inde, du 18 au 29 janvier 2014. Il s'agit de la troisième édition de ces Jeux après celles de Macao, en 2006, et de Lisbonne, en 2009.

## Pays participants
- Angola
- Brésil
- Cap-Vert
- Inde (membre associé)
- Guinée-Bissau
- Macao
- Mozambique
- Portugal
- Sao Tomé-et-Principe
- Sri Lanka (membre associé)
- Timor oriental